# Iridium (satellite)

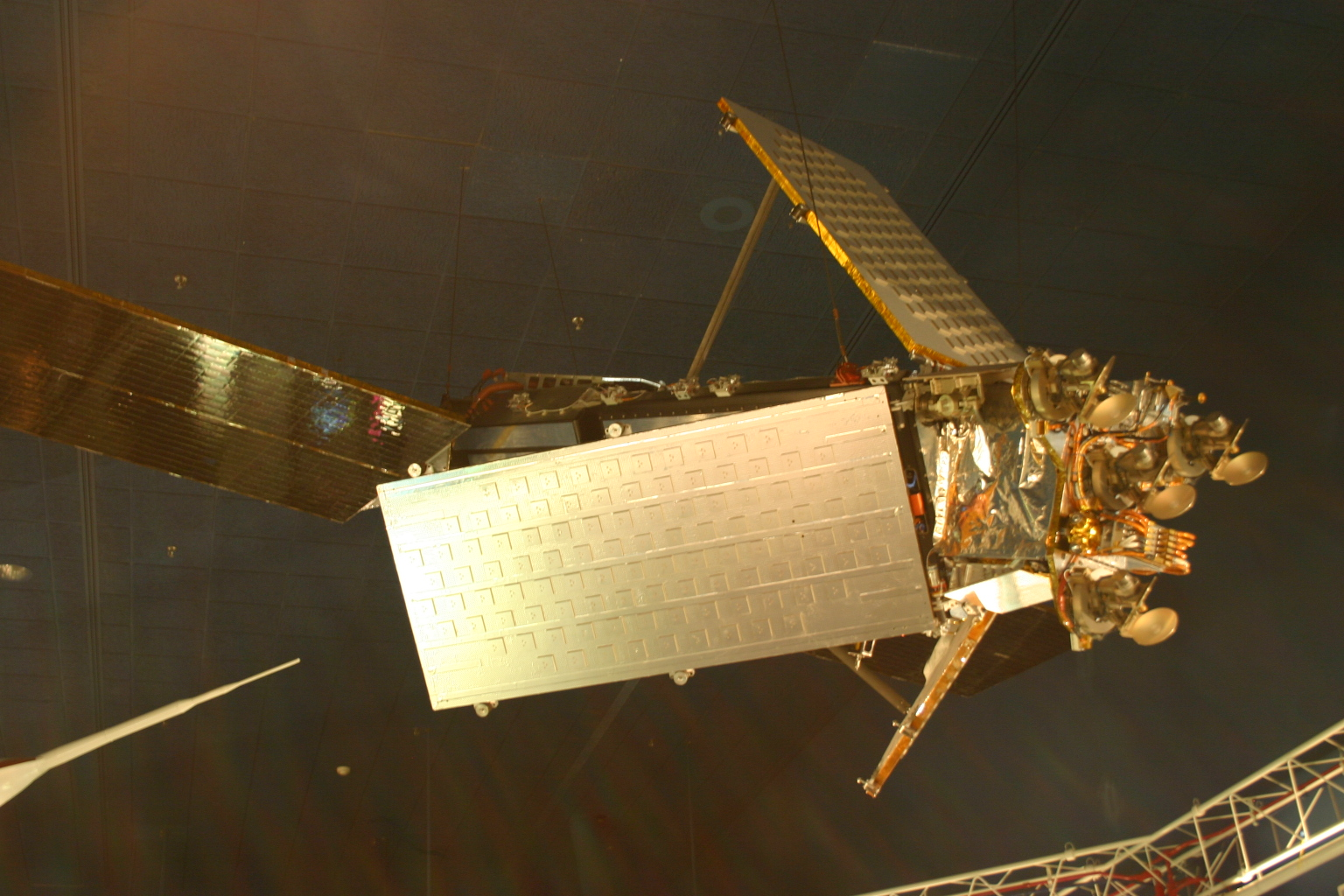
Un satellite Iridium.

Iridium è un sistema di satelliti per telecomunicazioni,  il cui nome deriva dall'elemento iridio che nella tavola periodica degli elementi è il 77, esattamente pari al numero di satelliti che il progetto prevedeva di mettere in orbita. In realtà, a fine luglio 2018 solo 72 erano in orbita, di cui 66 operativi (il cui numero nella tavola periodica identifica il disprosio) e 6 di riserva.
I satelliti sono definiti a bassa quota o LEO (Low Earth Orbit) (780 km dalla superficie terrestre) ed offrono, grazie anche alla commutazione diretta effettuata a bordo dei satelliti, una qualità di trasmissione simile ai cellulari terrestri, limitando il ritardo tipico dei satelliti in orbita geostazionaria o GEO - Geostationary Earth Orbit (posizionati a circa 36.000 km dalla superficie terrestre) quali Thuraya ed Inmarsat.

## Descrizione
Il sistema Iridium è l'unico servizio di telecomunicazione satellitare globale: è possibile utilizzare infatti i servizi Iridium in tutto il pianeta comprese le aree polari. Recentemente è stato inglobato nel Tsunami Warning System in quanto il sistema Iridium continua a fornire il servizio anche in caso di terremoti, uragani, inondazioni e disastri naturali, anche se una o più stazioni di terra (gateway) venissero distrutte; la continuità del servizio è garantita dall'ISL (InterSatellite Link) con cui è possibile instradare le chiamate direttamente attraverso i satelliti. Questa caratteristica insieme al fatto che le comunicazioni non sono influenzate dalle condizioni atmosferiche, rende l'Iridium un importante mezzo di soccorso in caso di calamità naturali o disastri.

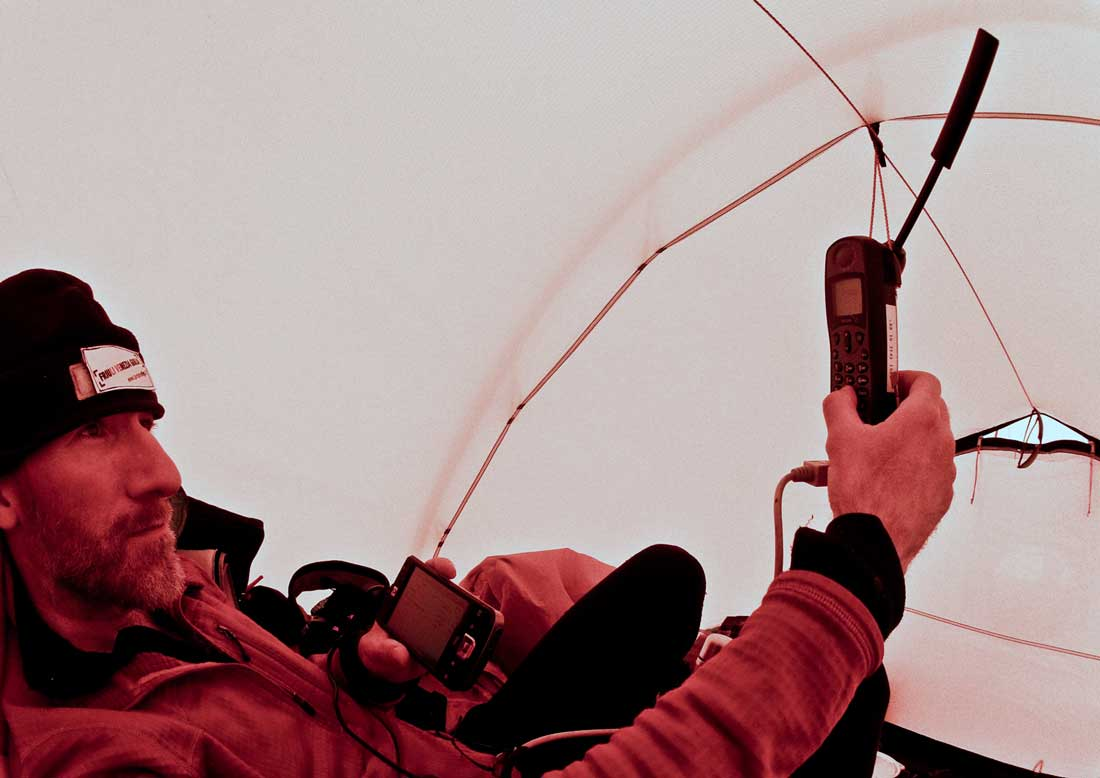
Michele Pontrandolfo usa un telefono Iridium per comunicare durante una spedizione polare

I terminali portatili Iridium supportano l'invio/ricezione di SMS (servizio non attivo da/per i GSM italiani) ed email, ed hanno una porta mini USB per la connessione dati a bassa velocità 10 kb/s. Sono anche disponibili dei terminali per installazioni fisse su imbarcazioni in grado di assicurare oltre ai servizi voce anche la possibilità di connettersi ad Internet a banda larga.
Famosi tra gli astrofili sono i cosiddetti Iridium flare, dei lampi molto luminosi dovuti alla riflessione dei raggi solari da parte delle antenne degli omonimi satelliti.

## Storia
Il servizio Iridium communications venne lanciato il 1º novembre 1998, come Iridium SSC. La prima chiamata vocale Iridium fu tra il Vicepresidente degli Stati Uniti d'America Al Gore e Gilbert M. Grosvenor, pronipote di Alexander Graham Bell e presidente del National Geographic Society. Motorola fu la fornitrice della tecnologia e del finanziamento. Il nome del società deriva dall'elemento iridium, che ha numero atomico 77, come il numero di satelliti necessari al funzionamento del servizio planetario.
Il 13 agosto 1999, nove mesi dopo il lancio della società, venne dichiarata bancarotta (Chapter 11 bankruptcy). Il costo del servizio era troppo elevato per un successo commerciale, inoltre i dispositivi erano troppo ingombranti rispetto ad un telefono cellulare terrestre.
Il fallimento di Iridium determinò anche la chiusura di progetti come Teledesic, Orbcomm, ICO Global Communications, e Globalstar.
Nell'agosto 2000, Motorola annuncia il deorbiting dei satelliti. Ma rimasero in orbita e accesi. Nel dicembre 2000, il Governo USA aiutò il progetto con un capitale di 72 milioni di US$ e un contratto di due anni, e cancello i debiti.
Iridium rinacque nel 2001, con la società Iridium Satellite LLC, con capitali privati.

### Iridium NEXT
Iridium rilanciò nuovi satelliti con nel numero di 75 con SpaceX Falcon 9 in otto lanci.
La nuova campagna Iridium NEXT venne lanciata nel 2007. Dopo tre anni il finanziamento fu completato. Nel giugno 2010, Iridium annuncia il contratto con la francese Thales Alenia Space per la progettazione e costruzione della costellazione. Venne annunciato un contratto con Space X per lanci con il Falcon 9.
Il 14 gennaio 2017, il primo lancio di Iridium NEXT avvenne con SpaceX dalla Vandenberg Air Force Base in California.
Iridium NEXT network copre il servizio planetario con 66 satelliti, con nove di riserva, per un totale di 75. Sei rimangono sulla terra come riserva, per un totale di 81 costruiti.

## Terminali

### Terminali prima generazione
- Kyocera SD-66K e SS-66K  - telefoni portatili, fuori produzione
- Motorola 9500, 9505 e 9505A - telefoni portatili, fuori produzione
- Motorola 9501 Pager - ricezione messaggi di testo, fuori produzione

### Terminali seconda generazione
- Iridium 9575 (o Extreme) - telefono portatile resistente ad urti e con supporto GPS
- Iridium 9555 - telefono portatile palmare voce e dati 10 kb/s
- Thrane & Thrane Sailor SC4000 - terminale voce e dati 10 kb/s per installazioni fisse su navi/yacht
- Iridium OpenPort - terminale voce e dati fino a 128 kb/s per installazioni fisse su navi/yacht
- Iridium SBDpro - terminale satellitare per il tracciamento veicolare tramite l'invio cadenzato della posizione GPS
- Iridium 9602 - modulo OEM per integrazione in applicazioni che necessitano dell'invio/ricezione via satellite di brevi messaggi di testo

## Iridium NEXT
La nuova costellazione Iridium NEXT verrà realizzata dalla Thales Alenia Space (joint venture franco-italiana 67% Thales, 33% Leonardo-Finmeccanica) con un investimento da parte di Iridium di 2,1 miliardi di dollari.
La copertura di Iridium NEXT sarà ottenuta dall'uso di 81 satelliti:
- 66 satelliti in orbita LEO che rimpiazzeranno gli attuali
- 6 satelliti in orbita come ricambio
- 9 satelliti a terra come ricambio